# سارگیس پیتساک
سارگیس پیتساک (ارمنی: Սարգիս Պիծակ) یک نقاش و تصویرگر نسخه‌های خطی ارمنی در اوایل سده ۱۴ میلادی بود. حدود ۴۰ نسخه خطی مصور به وی نسبت داده می‌شود.

## زندگی‌نامه
پدر وی «گریگور» نام داشت. پیتساک در دوره سختی در کیلیکیه می‌زیسته زمانی که متعاقب جنگ‌ها اغلب بیماری‌ها همه‌گیر می‌شد. او به درخواست پادشاه لوون چهارم، ملکه Mariun و دیگران نسخه‌های خطی را کپی نموده‌است. به نظر می‌رسد که پیتساک با کارهای توروس روسلین آشنا بوده‌است و تصاویر یک انجیل مشهور را که برخی از مینیاتورها بازتاب‌دهندهٔ نفوذ روسلین است تکمیل نموده‌است (ماتناداران، کد ۷۶۵۱)

## نگارخانه

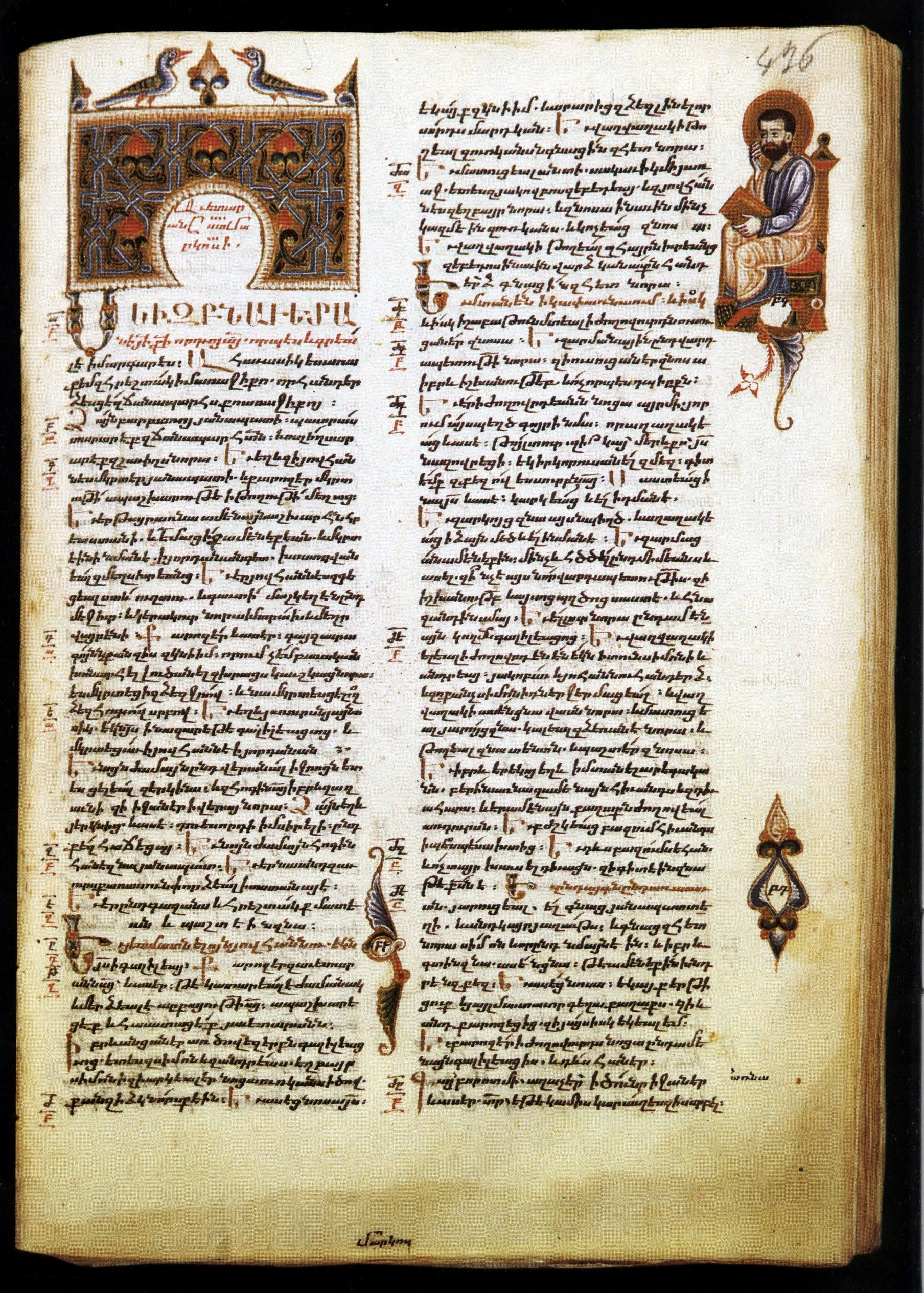
نخستین صفحه انجیل مرقس به زبان ارمنی، اثر سارگیس پیتساک، سده ۱۴ میلادی.